# Freesia refracta
Freesia refracta es una  planta fanerógama perteneciente a la familia Iridaceae. Es originaria de  Sudáfrica. 

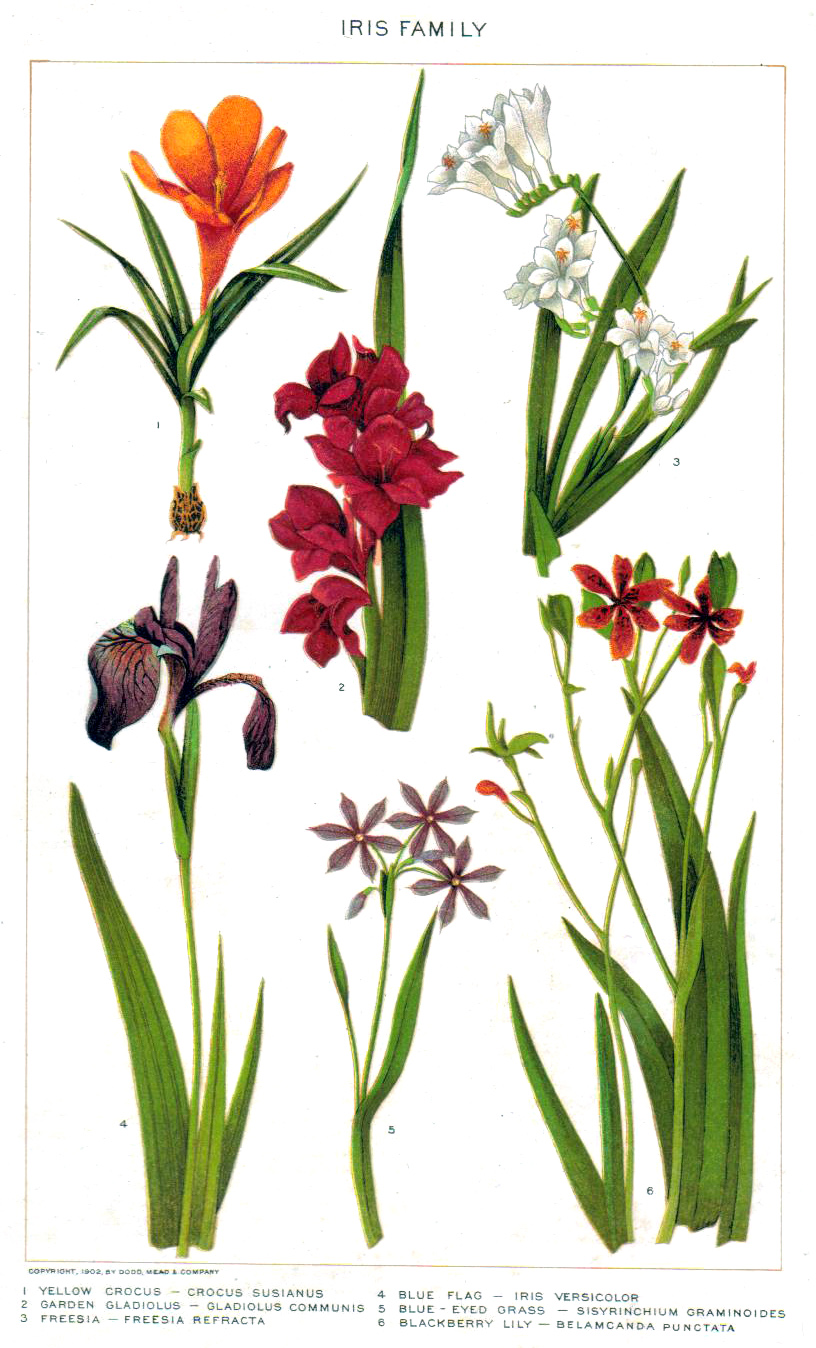
Ilustración

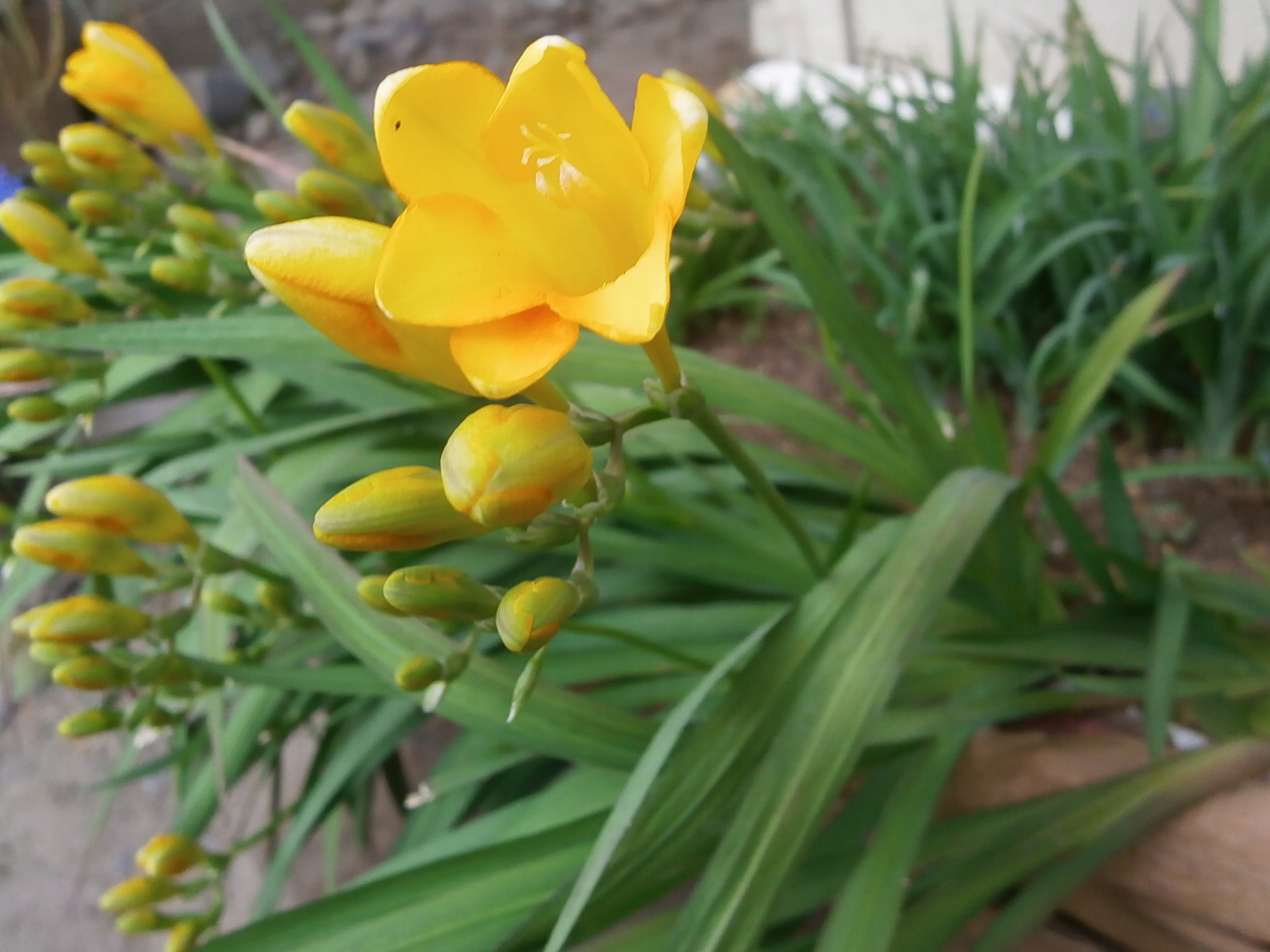
Vista de la planta

## Descripción
Freesia refracta es una planta herbácea perennifolia, geofita que alcanza un tamaño de  0.2 - 0.45 m de altura a una altitud de 5 - 640 metros en Sudáfrica

## Taxonomía
Freesia refracta fue descrita por (Jacq.) Klatt y publicado en Gartenflora 23: 289. 1874.
Etimología
Freesia nombre genérico que fue dedicado en honor del médico alemán Friedrich Heinrich Theodor Freese (1795-1876).
refracta: epíteto latino que significa "rota".
Sinonimia
- Freesia hurlingii L.Bolus
- Gladiolus refracta Jacq.	basónimo
- Gladiolus refractus Jacq.
- Gladiolus resupinatus Pers.
- Montbretia odorata (Heynh.) Heynh.
- Montbretia refracta (Jacq.) Endl. ex Heynh.
- Nymanina refracta (Jacq.) Kuntze
- Tritonia refracta (Jacq.) Ker Gawl.
- Waitzia odorata Heynh.
- Waitzia refracta (Jacq.) Heynh.[4][5]